# Tam ben Jahja
Jacob ben David Tam ibn Jahja (* ca. 1475; † ca. 1542) war ein jüdischer Gelehrter.
Tam folgte auf Elijah Mizrahi (gest. 1526) als eine für das gesamte Osmanische Reich zuständige halachische Autorität. Er verlegte 1510 in Konstantinopel eine Ausgabe des Josippon; das Vorwort dazu wurde ihm zwar zugeschrieben, es stammt aber von Judah Leon ben Moses Mosconi.

## Werke
- Oholei Tam (Antwortschreiben auf halachische Fragen). In: Tummat Yesharim, Venedig 1642.